# Mellow Mark

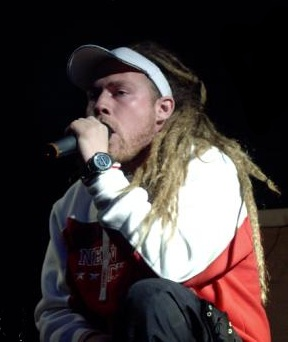
Mellow Mark beim Reggae Jam

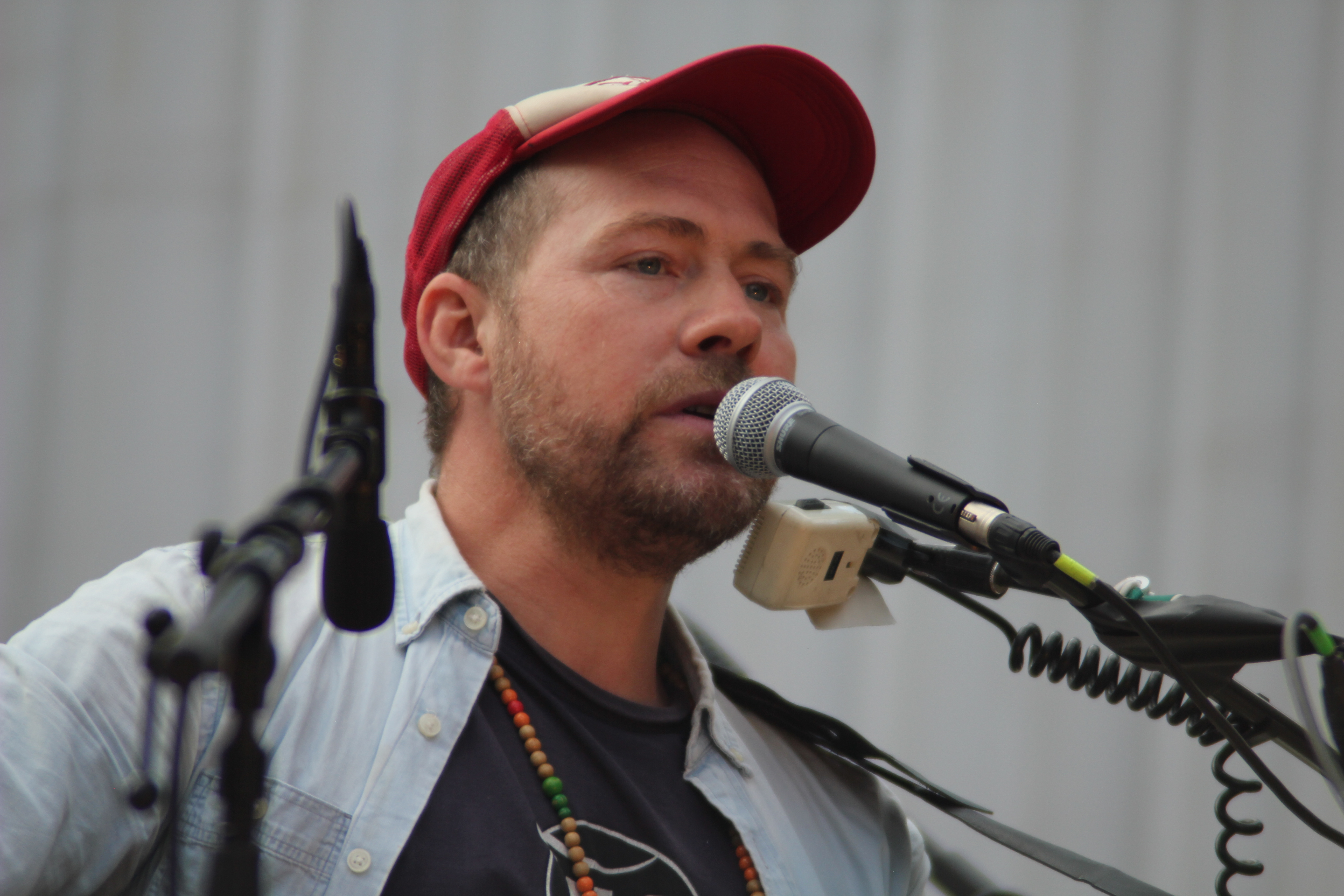
Mellow Mark live beim International Tuesday, Inselbühne Potsdam 2022

Mellow Mark (* 23. Mai 1974 in Reutlingen), eigentlich Mark Schlumberger, ist ein deutscher Rap-, Reggae- und Soul-Musiker.

## Leben
Mark Schlumberger wuchs in Tübingen und Bayreuth auf. Seine musikalische Laufbahn begann Anfang der 1990er Jahre in der Bayreuther Schülerband The Fake, mit der er 1993 beim ersten Bayreuther Kneipenfestival auftrat. Seit 1997 war er zwischenzeitlich Wahl-Hamburger und wohnte kurze Zeit in Berlin. Heute lebt er mit seiner Familie auf einem Bauernhof in der Nähe von Potsdam.

## Karriere
Mellow Mark kombiniert in seiner Musik verschiedene Musikstile miteinander, unter anderem Reggae, Singer-Songwriter, Weltmusik, Hip-Hop, Ska, Soul und Agit-Rock. Manche Texte sind politisch motiviert und gesellschaftskritisch.
1999 arbeitete er unter dem Namen Loewenherz und war bei RCA/BMG unter Vertrag. Die Videosingles Bis In Die Ewigkeit und La Luna liefen beim Musiksender VIVA und waren mehrere Wochen in den Charts vertreten. Nach einer Phase Straßenmusik wurde er beim Berliner Hiphop-Label Rap.de unter Vertrag genommen. Er kombinierte Gitarre und Rap zu einer eigenen Mischung. Er war bei Warner Music unter Vertrag und ist jetzt Künstler des Berliner Labels homeground, das unter anderem die Platten der Künstler Martin Jondo und Culcha Candela veröffentlicht. Seine Karriere zeichnet sich aus durch sein Engagement im Kampf gegen Krieg, Rechtsextremismus, globale Ungerechtigkeit und für ein besseres Klima. Unzählige Bühnenshows führten ihn von Deutschland, Österreich und der Schweiz auch unter anderem nach Thailand, Kuba, Russland, Marokko, Costa Rica, Senegal/Mauretanien, Sardinien, Ägypten, Irak, Südafrika und Serbien.
Im Jahr 2002 veröffentlichte er die EP Revolution. Bei der Echoverleihung 2003 erhielt Mellow Mark den Nationalen Radio-Nachwuchspreis. 2003 folgte die globalisierungskritische Single Weltweit, die während des Irakkriegs oft auf VIVA gespielt wurde, sowie das Album Sturm, produziert von Kraans de Lutin. 2005 erhielt er für seine CD Das 5te Element bei den German Reggae Awards den Preis für das beste Album. Anfang August 2007 wurde sein drittes Album Metropolis veröffentlicht. Höhepunkt dieser Phase war die Zusammenarbeit mit dem Kammerorchester Schumann Camerata.
Im März 2009 brachten die Musiker Mellow & Pyro auf ihrem eigenen Label Pyromusic das Album Ratz Fatz Peng heraus. Der Song Treibhauseffekt wurde zum Klimasong des Jahres gewählt. Im Oktober 2009 erschien Mellow Marks erste Live-DVD Mellow Maroc Live & Unplugged, auf der Rhani Krija und Momo Djender, unter anderem Mitglieder der Band von Sting, mitwirkten.
Seit 2009 gibt Mellow Mark regelmäßig Songwriting-Workshops, unter anderem an der Bayerischen Musikakademie in Hammelburg.
2010 wählten Mellow Marks Fans im Internet die Songs für das sogenannte „Supporter-Album“ Besides. Unter 60 teilweise als B-Seiten, Features oder unveröffentlichten Snippetsongs kam Berlincito feat. PyroMerz auf Platz eins. Auch das Cover wurde von Supportern gestaltet.
2011 erschien online die EP Bye Bye Babylon, die zunächst mit dem ironischen Songtitel Mellow Mark ist tot für Aufregung sorgte. Seit Herbst 2011 ist Mellow Mark regelmäßig mit seiner „One Man Show“ auf Tournee. Dabei spielt er neben einer Loopstation gleichzeitig Drums und Gitarre, singt dazu und kreiert Melodien mit einem Megaphon. 2012 veröffentlichte er Bye Bye Babylon auf CD und brachte sämtliche Songs der EP auch als Videoclip heraus. Im September 2012 sang Mellow Mark zusammen mit Nina Maleika das Duett Bleib bei mir beim Bundesvision Song Contest 2012 als Beitrag des Landes Brandenburg und belegte dort Platz 16. In Zusammenarbeit mit Radio Gong Würzburg kreierte Mellow Mark die Stadthymne Maine Stadt, welche 2012 die meistverkaufte CD in der Würzburger Region war. Das Goethe-Institut Dakar veröffentlichte die Musikdoku L'islam c'est la paix.
2013 veröffentlichte Mellow Mark das Feature Wach auf mit Cris Cosmo. Mit einer Crowdfunding-Kampagne ging er auf die sogenannte „Live-Album-Recording-Tour“. Während dieser Tour entstanden die Aufnahmen zum Live-Album L.I.E.B.E. Live, das im Dezember 2013 veröffentlicht wurde. Die erste Single 1st Lady aus diesem Album erschien im Juni 2013 als Youtube-Video. Die zweite Single Egal – live aus Fehmarn wurde im Juli 2013 veröffentlicht. Im Oktober 2013 unternahm Mellow Mark mit seinem Trio Mellow Maroc eine Konzertreise in den Irak.
2014 erschien ALLE EINS, eine Kollaboration mit dem Sänger Youngstarr, Viva Con Agua Freiburg, AIM (African Information Movement) sowie vielen afrikanischen, größtenteils ghanaischen Künstlern.
2015 veröffentlichte Mellow Mark zusammen mit House of Riddim aus Österreich das Album Roots & Flügel mit vielen Featuregästen, z. B. Miwata, Jahcoustix, Don Caramellow von Raggabund, Ganjaman. Er begleitete den Tänzer und Akrobaten Tarek al Turk aus Syrien nach seiner Flucht aus dem Krieg und besetzte ihn als Darsteller im Video Zuflucht/Welcome Refugees. Auf der Single UNITE sind Stephen Keise und Son of Slaves vertreten, der Song vereint einen Juden, einen Christen, einen Muslim und eine Buddhistin und ist eine musikalische Botschaft gegen Spaltung und Hass. Bei der Videosingle Elefanten findet man den Sänger Crosby Bolani aus Kapstadt als Gast und die Videosingle Weltweit Stasi thematisiert das Thema NSA auf satirische Weise. 2016 war Mellow Mark Gast bei Cris Cosmos Videosingle Die Anderen und tourte mit seinem Album Roots & Flügel.
2017 veröffentlichte Mellow Mark die Videosingle Divide & Rule mit einem animierten Zeichentrickvideo des Youtubers Jester und die Radiosingle Happy Morning Song ft Bassix. Das Album Nomade erschien im Juni 2017. Im gleichen Jahr nahm der Sänger unter seinem bürgerlichen Namen Mark Schlumberger an der siebten Staffel der Gesangs-Castingshow The Voice of Germany teil und schied in der „Battle Round“ aus.

## Diskografie

### Alben
- 1999: Löwenherz I
- 2000: Löwenherz II
- 2003: Sturm
- 2004: Das 5te Element
- 2007: Metropolis
- 2009: Ratz Fatz Peng mit Pyro
- 2010: Besides
- 2013: L.I.E.B.E. Live (Live-Album)
- 2015: Roots & Flügel
- 2017: Nomade
- 2018: Nomade 2.0

### EPs
- 2002: Revolution
- 2011: Bye Bye Babylon
- 2012: Pato Pirata feat. Mellow Mark

### Singles
| - 1999: Bis In Die Ewigkeit - 1999: La Luna - 2003: Weltweit - 2003: Dein Wort in Gottes Ohr feat. Pyro - 2004: Butterfly - 2005: Was geht ab mit der Liebe? - 2005: Ay Muchacho feat. MassiveSound & Pyro - 2005: Bleib positiv feat. Nattyflo - 2006: Comeback feat. Culcha Candela & Martin Jondo - 2006: Der Astronaut - 2007: Metropolis - 2008: Yeah Yeah Yeah feat. Pyro - 2009: Chamäleon feat. Pyro - 2010: Berlincito feat. Pyro - 2011: Mellow Mark ist tot - 2011: Die Welt gehört Dir feat. Kimoe | - 2011: Von Pech zu Glück feat. Matteo Capreoli - 2012: Bye Bye Babylon - 2012: Monopoli - 2012: Maine Stadt feat. Tanzkinder - 2012: Bleib bei mir feat. Nina Maleika - 2013: Wach Auf feat. Cris Cosmo - 2013: Egal - 2013: 1st Lady - 2014: Hartes Brot - 2014: Weltweit Stasi - 2014: Alle Eins feat. Youngstarr - 2015: Alle EIns(One Remix) feat. Youngstarr - 2015: Elefanten feat. Crosby Bolani - 2015: UNITE feat. Stephen Keise & Son Of Slaves - 2016: Cris Cosmo feat. Mellow Mark Die Anderen - 2017: Divide & Rule - 2017: Happy Morning Song |

### Vinyl 7"
- 2002: Revolution feat. Gentleman
- 2005: Was geht ab mit der Liebe?

### Vinyl 12"
- 2002: Feuer/Hunger

### DVDs
- 2009: Mellow Maroc Live & Unplugged (zusammen mit Momo Djender und Rhani Krija)

### Diverse
- 1998: Jure Jri (Musik zum Fatih-Akın-Film Kurz und schmerzlos)
- 2000: Jeden Tag, Jede Nacht (auf dem Album Terra Pi von FlowinImmo)
- 2001: On & On (auf Kraans de Lutins EP Haut)
- 2005: I don't smoke (Rootdown Records Riddimselection)
- 2005: Bleib positiv feat. Nattyflo (auf dem Album Immer Vorwärts von Nattyflo)
- 2006: The Right Way (Culcha Candela Riddim Selection)
- 2009: Friedenslied feat. House of Riddim & Volkanikman (auf dem Album Für alle von House of Riddim)
- 2011: Von Pech zu Glück feat. Mattheo Caprioli (auf der EP Goldene Zeiten von Mattheo Caprioli)
- 2011: Die Welt gehört Dir feat. Kimoe
- 2013: Wach auf feat. Cris Cosmo
- 2013: Kein Partysong feat. Tombo (auf dem Album Eins von Tombo)[7]